# تاريخ الفتاش

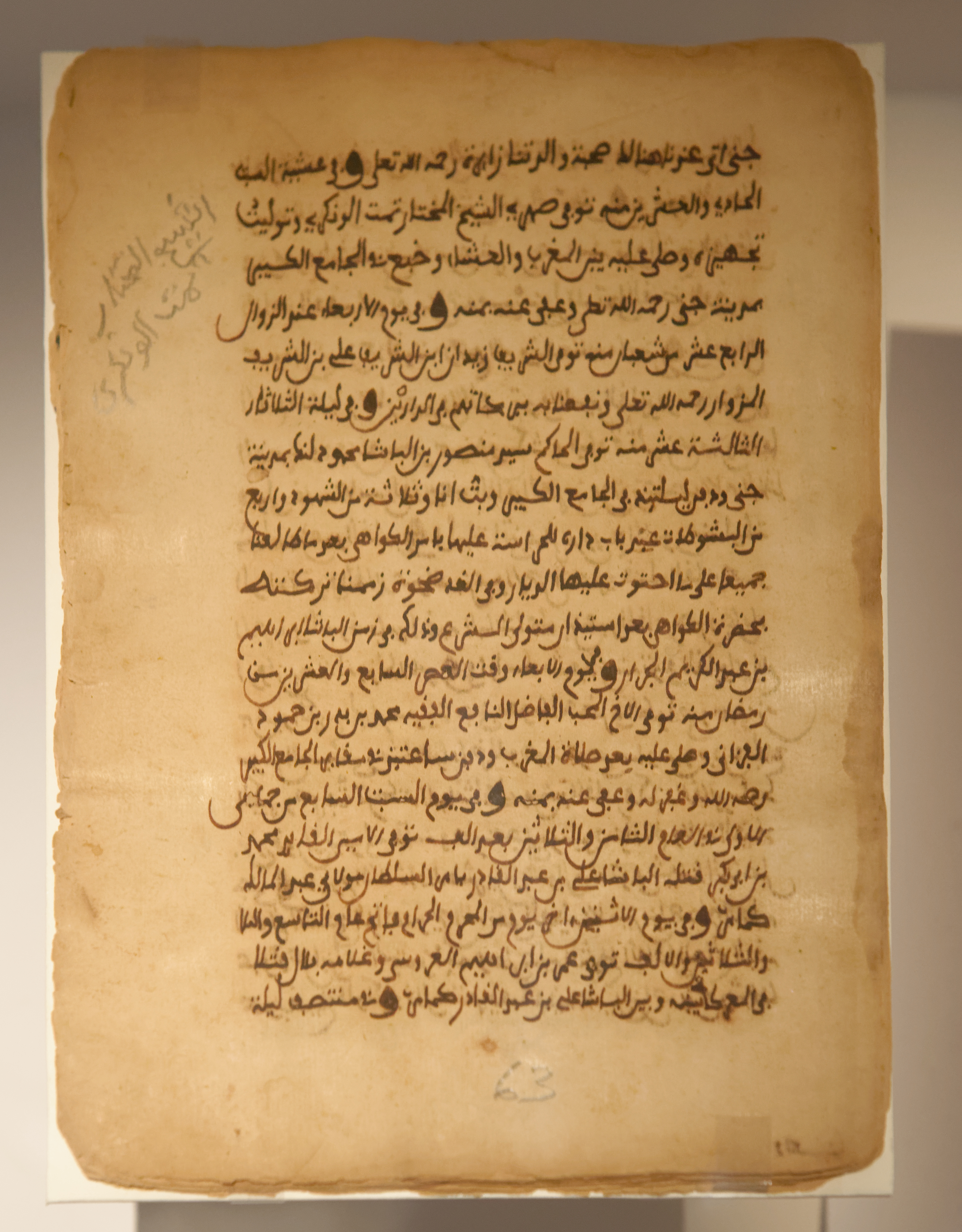
ادعى فوليو أنه من تاريخ الفتاش ، مكتبة ماما هايدارة التذكارية. في الواقع ، إنه مقطع من تاريخ تاريخ السودان.

تاريخ الفتاش هو سرد تاريخي من غرب إفريقيا كُتب باللغة العربية في النصف الثاني من القرن السابع عشر. يقدم سردًا لإمبراطورية سونغهاي من عهد سني علي (حكم من 1464 إلى 1492) حتى عام 1599 مع بعض الإشارات إلى الأحداث في القرن التالي. يذكر التاريخ أيضًا إمبراطورية مالي السابقة. يُعرف هذا الكتاب وتاريخ السودان، وهو سرد تاريخي آخر من القرن السابع عشر يقدم تاريخًا لسونغاي، معًا باسم سجلات تمبكتو. 
نشر الباحثان الفرنسيان أوكتاف هوداس وموريس ديلافوس طبعة نقدية في عام 1913. لقد قيل أن هذه الطبعة تدمج النص من مخطوطة مبكرة غير مكتملة مع تلك الخاصة بالتزوير المعاد كتابته والذي تم إنتاجه في أوائل القرن التاسع عشر. ويعتقد أن تاريخ الفتاش في الأصل قد كتبه محمود كاتي ولكن هذا وقد تم استجواب وابن المختار، حفيد محمود كاتي، ويعتقد الآن أنه قد تم المؤلف.

## الاكتشاف والنشر
أثناء زيارته إلى تمبكتو في عام 1895، علم الصحفي الفرنسي فيليكس دوبوا بالسرد، لكنه لم يتمكن من الحصول على نسخة. دمرت معظم نسخ من مخطوطة في القرن 19 في وقت مبكر عن طريق ترتيب فولا زعيم سيكو أمادو، ولكن في عام 1911 مخطوطة قديمة كانت تقع في تمبكتو التي كانت في عداد المفقودين بعض الصفحات الأولي. تم عمل نسخة وإرسالها إلى المكتبة الوطنية في باريس (MS No. 6651). تم تعيين نسخة تمبكتو الأصلية كمخطوطة حين تكون النسخة مخطوطة ب. بعد مرور عام، تم العثور على مخطوطة كاملة على ما يبدو في كايس. تم تصنيف نسخة من هذه المخطوطة، والتي تتضمن اسم المؤلف محمود قاطي، كمخطوطة وكذلك الفصل الأول المخطوط ج يحتوي على إضافات ومحذوفات مختلفة مقارنة بالمخطوطة ألف - 
بعد أن أكمل أوكتاف هوداس وموريس ديلافوس ترجمة تاريخ الفتش ، استلموا مخطوطة أخرى حصل عليها الرحالة الفرنسي ألبرت بونيل دي ميزيير في تمبكتو في سبتمبر 1913.  مقدمة هذا المجهول المكون من 24 صفحة أعلنت الوثيقة أنها كتبت بناء على طلب أسكية دروود ب. هارون. من المعروف أنه حكم في تمبكتو بين عامي 1657 و 1669. يرتبط نص المخطوطة ارتباطًا وثيقًا بتاريخ الفتش ويقدم مواد مماثلة بترتيب مماثل. يتضمن مقدمة تختلف عن تلك الموجودة في المخطوطة ج، متبوعًا بنص مطابق للمخطوطة أ أو هي نسخة مختصرة من تلك الواردة في المخطوطة ا، في عداد المفقودين الكثير من التفاصيل. 
في عام 1913، نشر هوداس وديلافوس طبعة نقدية للنص العربي من تاريخ الفتش مع ترجمة إلى الفرنسية. في المجلد الذي يحتوي على الترجمة الفرنسية التي تم تضمينها، كملحق 2، ترجمة إلى الفرنسية لأجزاء فريدة من 24 صفحة مخطوطة. ومع ذلك، لم يتم تضمين النص العربي المقابل في المجلد الذي يحتوي على النص العربي للمخطوطات الأخرى. 

## صعوبات مع النص
هناك بعض المشاكل الواضحة في النص المنشور بواسطة هوداس وديلافوس. معلومات السيرة الذاتية لمحمود قاطي (مخطوطة C فقط) يشير إلى أنه ولد عام 1468، في حين أن التاريخ المهم الآخر للقرن السابع عشر، تاريخ السودان ، يعطي سنة وفاته (أو شخص يحمل نفس الاسم) عام 1593. هذا من شأنه أن يتوافق مع عمر 125 عامًا.  بالإضافة إلى ذلك، هناك نبوءات تمت في الفصل الأول (مخطوطة ج فقط) بخصوص مجيء آخر الخلفاء الإثني عشر الذين تنبأ بهم محمد. سيكون أحمد من قبيلة (الفولاني) سانغار في ماسينا. ينتمي Seku Amadu إلى هذه القبيلة وبالتالي تحققت النبوءة. 
في عام 1971 نشر المؤرخ نحميا ليفتسيون مقالاً جادل فيه بتلك المخطوطة كان C مزيفًا تم إنتاجه خلال فترة شيخ أحمد بن محمّد لبّو في الربع الأول من القرن التاسع عشر. واقترح أن المؤلف الحقيقي للمخطوطة (مخطوطة أ) كان ابن المختار حفيد محمود قاطي وأن السجل كتب على الأرجح بعد عام 1664 بفترة وجيزة. 
اقترح ليفتسيون أيضًا أن النص مُدرج في الملحق 2 من الترجمة الفرنسية قد تتوافق مع نسخة سابقة من المخطوطة أ، قبل توسيع المخطوطة من قبل أفراد عائلة كاتي. للأسف فإن الدراسة الحديثة لطريق الفتش تعيقها اختفاء المخطوطة العربية المقابلة للملحق. 2 من الترجمة الفرنسية. 
في عام 2015، بناءً على تحليل مخطوطات أخرى لم يستكشفها باحثون سابقون، جادل أستاذ التاريخ الأفريقي ماورو نوبيلي وآخرون بأن العمل الذي نشره هوداس وديلافوس هو في الواقع مزيج من عملين منفصلين، يسميه تاريخ ابن المختار. ، كونه السجل التاريخي الذي كتبه ابن المختار، وطارخ الفتش الفعلي ، وهو الملحق 2 من هوداس وديلافوس Chronique de Chercher ويسمى الإشعار التاريخي للبروفيسور باولو فرناندو دي مورايس فارياس في عمل سابق من عام 2008 بالإضافة إلى النص MS A و MS B المستخدمة من قبل هوداس وديلافوس.   

## أصل مملكة مالي
و السونينكي مؤلف تاريخ الفتاش وابن المختار، سجل التقاليد الشفوية المحيطة أصل مملكة مالي في وقت سابق من أربعمائة سنة. يقول: «لم تصل مملكة مالي إلى السلطة إلا بعد سقوط مملكة كايا ماغا، حاكم المنطقة الغربية بأكملها. حتى ذلك الحين كان ملك مالي مجرد أحد أتباع كايا ماغا، أحد مسؤوليه ووزرائه. كايا ماجان في لغة Wa'Kore (Soninke) تعني» ملك الذهب«. . . . وكان اسم عاصمة كايا مغا قنبي».  

## طالع أيضًا
- سجلات تمبكتو